# 山本浩二 (篮球运动员)
山本浩二（日语：／ Yamamoto Kōji，1952年7月28日—2001年3月29日），秋田县山本郡八森町出身，日本男子篮球运动员，毕业于明治大学。他曾代表日本参加1976年夏季奥运会男子篮球比赛，最终获得第十一名。